# Tat'jana Tarasova
Tat'jana Anatol'evna Tarasova (in russo Татья́на Анато́льевна Тара́сова?; 13 febbraio 1947) è un'ex pattinatrice artistica su ghiaccio e allenatrice di pattinaggio su ghiaccio russa.

## Biografia
Nata nell'allora Unione Sovietica nel 1947, Tat'jana Tarasova è la figlia del famoso giocatore e allenatore di hockey su ghiaccio Anatolij Tarasov, che la introdusse nel mondo nel pattinaggio su ghiaccio all'età di cinque anni. È stata sposata con il pianista russo Vladimir Krajnev, deceduto nel 2011. Nel 2008 è stata inserita nella World Figure Skating Hall of Fame.

### Carriera come pattinatrice
Da ragazza Tarasova ha partecipato ad alcune gare di pattinaggio artistico su ghiaccio prima in coppia con Aleksandr Tikhomirov e in seguito, dal 1963 al 1966, con Georgi Proskurin. Insieme a Proskurin è salita per due volte sul podio dei campionati nazionali sovietici e ha partecipato ad una edizione dei campionati mondiali e a due edizioni dei campionati europei. Ad appena 18 anni si infortunò in modo grave ad un ginocchio, dovendo ritirarsi dall'attività agonistica.

#### Risultati in coppia con Georgi Proskurin
| Gare internazionali  | Gare internazionali | Gare internazionali | Gare internazionali |
| Event                | 63–64               | 64–65               | 65–66               |
| -------------------- | ------------------- | ------------------- | ------------------- |
| Campionati mondiali  |                     | 7º                  |                     |
| Campionati europei   |                     | 6º                  | 4º                  |
| Prague Skate         |                     | 3º                  |                     |
| Universiadi          |                     |                     | 1º                  |
| Nazionali            |                     |                     |                     |
| Campionati sovietici | 3º                  | 2º                  |                     |

### Carriera come allenatrice
Non potendo più gareggiare, Tarasova ha intrapreso giovanissima la carriera di allenatrice di pattinaggio su ghiaccio e nel corso degli anni ha allenato diversi campioni olimpici e mondiali. I suoi allievi hanno conquistato oltre 40 medaglie mondiali ed europee e hanno vinto la medaglia d'oro in sette diverse edizioni dei Giochi olimpici, rendendola l'allenatrice più vincente nella storia del pattinaggio artistico su ghiaccio.
Sono stati suoi allievi come allenatrice o come coreografa
- Irina Rodnina e Aleksandr Zajcev
- Irina Moiseeva e Andrej Minenkov
- Natal'ja Bestem'janova e Andrej Bukin
- Marina Klimova e Sergej Ponomarenko
- Oksana Griščuk e Evgenij Platov
- Ekaterina Gordeeva con Sergej Grin'kov e in seguito Il'ja Kulik
- Shae-Lynn Bourne e Victor Kraatz[5]
- Aleksej Jagudin
- Evan Lysacek
- Michelle Kwan
- Johnny Weir
- Shizuka Arakawa
- Sasha Cohen
- Barbara Fusar Poli e Maurizio Margaglio
- Mao Asada[6]
- Maksim Kovtun[7]